# Lampyroidea lucifer
Lampyroidea lucifer is een keversoort uit de familie glimwormen (Lampyridae). De wetenschappelijke naam van de soort is voor het eerst geldig gepubliceerd in 1857 door Reiche & Saulcy.